# Alcis dealbata
Alcis dealbata là một loài bướm đêm trong họ Geometridae.